# Mietje Hoitsema
Maria Wilhelmina Hendrika (Mietje) Hoitsema, född 10 juli 1847 i Britsum i Nederländerna, död 26 oktober 1934 i Rijswijk i Nederländerna, var en nederländsk feminist och socialreformator.
Hon var dotter till predikanten Synco Hoitsema (1799–1860) och Rika van Bolhuis (1808–1895) och gifte sig 1885 med läkaren Johannes Rutgers (1850–1924). År 1865 tog hon certifikat som lärare och 1870 öppnade hon en flickskola; hon var 1873–1885 rektor för ett flickgymnasium (ULO) i Rotterdam. 
Hon hade radikala idéer och bar till exempel den så kallade reformdräkten för kvinnor. 1894 blev hon den första ordföranden för den lokala föreningen för kvinnlig rösträtt i Rotterdam. 1895 grundade hon en förening för kvinnors och arbetarfamiljers rättigheter, och 1898 en förening för ogifta mödrar. 
Hon var en av grundarna av Socialhögskolan i Amsterdam (1899) och styrelseledamot i Malthusianska föreningen, som kämpade för sexualundervisning och preventivmedel. 1900–1905 var hon medlem i Socialdemokratiska arbetarepartiet (SDAP). 
1903 grundade hon en stödförening för yrkeskvinnors rättigheter. Hon protesterade offentligt hos drottning Vilhelmina av Nederländerna mot dekretet att endast ogifta kvinnor skulle få arbeta på post- och telegrafkontor. Hon var Nederländernas representant vid Den internationella rösträttskongressen i Stockholm (1911). 
År 1913 skadades Hoitsema i en bilolycka och från 1918 avslutade hon sitt offentliga arbete. Hon bodde 1923–1934 på ett vårdhem.